# Pierre Amédée Jaubert
Pour les articles homonymes, voir Jaubert.
Pierre Amédée  Émilien Probe Jaubert (son nom d'usage était Amédée Jaubert), né à Aix-en-Provence le 3 juin 1779 et mort à Paris le 27 janvier 1847, est un orientaliste, traducteur et voyageur français.

## Biographie

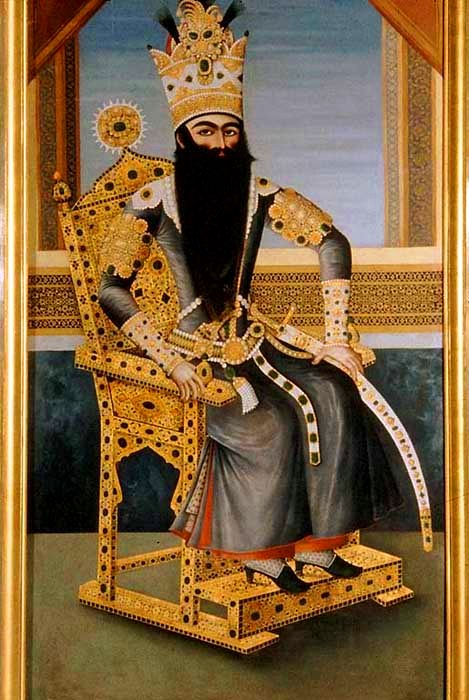
Portrait du chah Fath Ali, rapporté par Jaubert en cadeau du chah à Napoléon (musée du Louvre, 1806)

Pierre Amédée Jaubert est l'aîné des six enfants d'Antoine Pierre Jaubert (1748-1822), alors avocat au Parlement de Provence, et de Thérèse Berthet (1756-1848). Il fait ses études au collège Bourbon d'Aix-en-Provence (actuel collège Mignet). Sa famille, suspecte lors de la Terreur, quitte Aix pour Paris en 1793.  
En 1796, Pierre Amédée Jaubert s'inscrit à l'École spéciale des langues orientales , créée l'année précédente avec pour mission d’enseigner des langues orientales vivantes « d’une utilité reconnue pour la politique et le commerce »  à Paris. Il y est élève d'Antoine-Isaac Silvestre de Sacy et y apprend l'arabe, le persan et le turc. Il est membre de la Commission des sciences et des arts lors de la campagne d'Égypte où il sert d'interprète (voir Interprète militaire) à Bonaparte en 1798-1799. En 1802, Napoléon le charge d'accompagner l'ambassadeur Horace Sébastiani en mission à Tripoli, en Égypte, à Constantinople et en Syrie. Envoyé par Napoléon pour négocier l'alliance franco-russe avec la Perse en 1805, il est arrêté en chemin et languit plusieurs mois en prison à la frontière turco-iranienne avant de rencontrer Fath Ali Shah en 1806. Il occupe ensuite divers postes administratifs et il est nommé chargé d'affaires à Constantinople peu avant la chute de l'Empire.
En 1818, il part en voyage pour le Tibet, et en ramène à la demande de Guillaume Louis Ternaux, 1 289 chèvres du Tibet à duvet de cachemire en France dont seulement 400 ont survécu. En France, pays tempéré, elles ne donnèrent cependant pas suffisamment de duvet pour être rentable.
À la Restauration, il se consacre à l'étude et à l'enseignement. Il est élu membre de Académie des inscriptions et belles-lettres en 1830. Il est professeur de persan au Collège de France en 1838, professeur de turc à l'École des langues orientales, dont il devient président en 1838. Il est nommé pair de France et conseiller d'État en 1841.
Sa fille Claire épouse le député, ministre et avocat Jules Dufaure le 12 juin 1841.
Son œuvre majeure est la première traduction française complète du Livre du divertissement de celui qui désire découvrir le monde d'Al Idrissi, parue en deux volumes sous le titre Géographie d'Al Idrissi en 1836 et 1840.
Chevalier de l'Empire, il reçut pour armes : 

« De sinople au chevron d'or accompagné en chef d'un croissant du même, les pointes à dextre; à la fasce de gueules, brochante et chargée du signe des chevaliers légionnaires. »

Il est inhumé au cimetière du Père-Lachaise (45e division) .

## Ouvrages

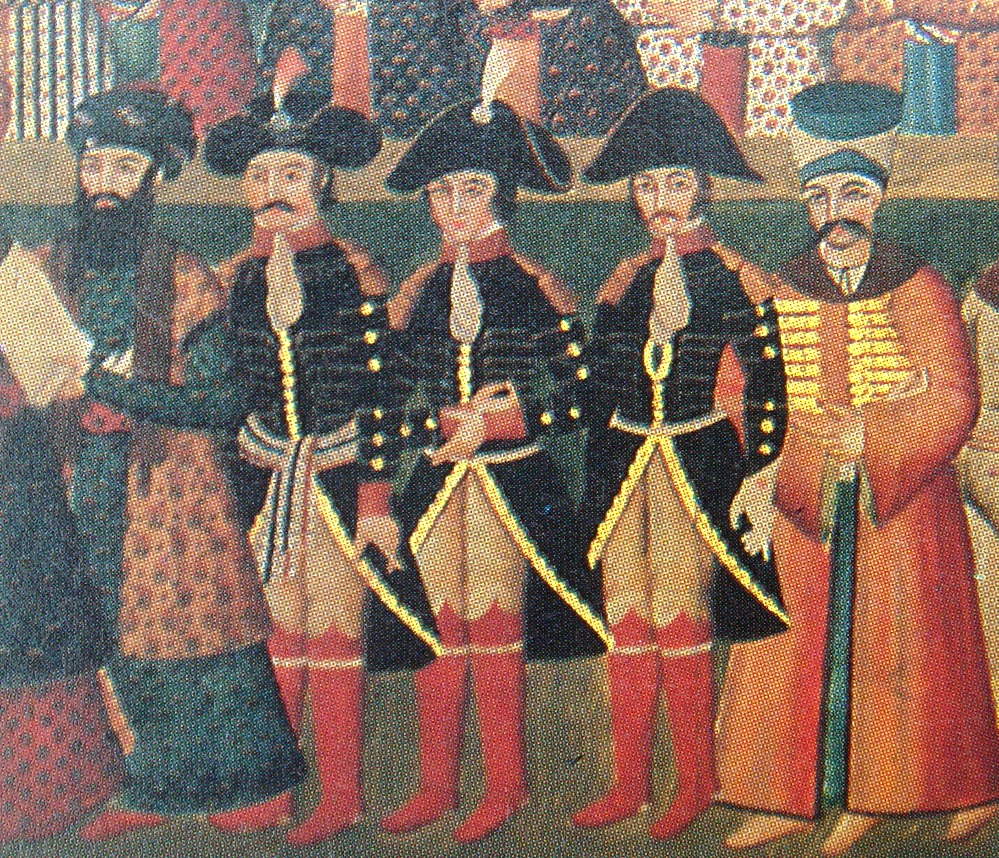
Le général de Gardane, Jaubert et Jouanin (de g. à dr.), emmenés en audience chez le chah Fath Ali en 1807 (tableau de 1815, auteur persan inconnu)

- Voyage en Arménie et en Perse, fait dans les années 1805 et 1806, accompagné d'une carte des pays compris entre Constantinople et Téhéran, dressée par M. le chef d'escadron Lapie, suivi d'une notice sur le Ghilan et le Mazenderan, par M. le colonel Trézel (1821 ; 1860)
- Élémens de la grammaire turke, à l'usage des élèves de l'École royale et spéciale des langues orientales vivantes (1823 ; 1833)
- Dictionnaire français-berbère (en collaboration, 1844)

Traduction de l'arabe
- Géographie d'Edrisi (2 volumes, 1836-40). Réédition : Philo press, Amsterdam, 1975.